# Ladt Tilbage
 "Left Behind" omdirigeres hertil. For andre betydninger af Left Behind, se Left Behind (flertydig).
Ladt Tilbage (originaltitel: Left Behind) er titlen på en amerikansk romanserie af Jerry B. Jenkins og Tim LaHaye, samt titlen på den første bog i serien. Historien er baseret på Biblen specielt omkring begreberne bortrykkelsen, Kristus' anden genkomst, Antikrist og verdens ende (bl.a. Daniels Bog og Johannes' Åbenbaring).
Serien har solgt i mere end 50 millioner eksemplarer i USA. Herudover har serien solgt i mere end 1 million eksemplarer på 12 forskellige sprog, inkl. dansk, med 16 andre sprog på vej.

## Bøger i serien
Følgende bøger er oprindeligt udkommet i serien:
- 1. Ladt Tilbage – Roman om de sidste tider. ISBN 87-7247-165-4. Engelsk titel: Left Behind.
- 2. Trængselspatruljen – Roman om tiden efter bortrykkelsen. ISBN 87-7247-166-2. Engelsk titel: Tribulation Force.
- 3. Nicolae – Antikrist træser frem. ISBN 87-7247-167-0
- 4. Den Store Høst – Verden vælger side. ISBN 87-7247-289-8. Engelsk titel: Soul Harvest.
- 5. Apollyon – Ødelæggeren slippes løs. ISBN 87-7247-168-9
- 6. Attentat – Mission: Jerusalem Mål: Antikrist. ISBN 87-7247-169-7. Engelsk titel: Assassins.
- 7. Besat – Dyret træder frem. ISBN 87-7247-174-3. Engelsk titel: The Indwelling.
- 8. Mærket – Dyret regerer verden. ISBN 87-7247-157-3. Engelsk titel: The Mark.
- 9. Bespottelsen – Antikrist sætter sig på tronen. ISBN 87-7247-722-9. Engelsk titel: Desecration.
- 10. Den Sidste Rest – På Harmagedons rand. ISBN 87-7247-746-6. Engelsk titel: The Remnant.
- 11. Harmagedon – Det afsluttende kosmiske slag. ISBN 87-7247-793-8. Engelsk titel: Armageddon.
- 12. Sejrens Dag – Kristi triumferende tilsynekomst. ISBN 87-7247-807-1. Engelsk titel: Glorious Appearing.

Derudover er der senere kommet følgende tre bøger der beskriver tiderne FØR Ladt Tilbage (findes ikke på dansk):
- 13. The Rising – Antichrist is Born: Before They Were Left Behind. ISBN 0-8423-6056-5
- 14. The Regime – Evil Advances: Before They Were Left Behind #2. ISBN 1-4143-0576-1
- 15. The Rapture – In the Twinkling of an Eye: Countdown to Earth's Last Days #3. ISBN 1-4143-0580-X

Til sidst er der udgivet en sidste bog som omhandler tiden efter Sejrens Dag (ikke på dansk):
- 16. Kingdom Come – The Final Victory. ISBN 0-8423-6061-1